# José Ruiz de Arana
José María Ruiz de Arana y Saavedra (1826-1891), a menudo referido como duque de Baena, tras su matrimonio con la duquesa de Baena María Rosalía Osorio, fue un aristócrata, militar y político español. Tenía el título nobiliario de conde de Sevilla la Nueva.

## Biografía
Nació en Madrid el 28 de agosto de 1826. Fue uno de los muchos amantes de la reina Isabel II de 1850 a 1856, y es el presunto padre biológico de la infanta Isabel (nacida 1851), conocida como La Chata. Se casó con María Rosalía Luisa Osorio de Moscoso y Carvajal, duquesa de Baena, el 26 de febrero de 1859.
Durante el reinado de Isabel II fue senador vitalicio y diputado. Volvió al Senado como senador vitalicio tras la Restauración borbónica, como parte del Partido Liberal dinástico. También fue gentilhombre de cámara, y servido como embajador en la Santa Sede durante el gobierno de Sagasta.
Alcanzó el rango militar de coronel.
Murió en Sevilla la Nueva el 23 de junio de 1891.